# Comité Selecto Permanente de Inteligencia de la Cámara de Representantes

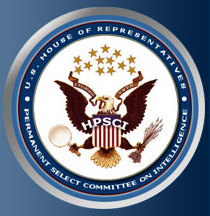
Logo del Comité Selecto Permanente de Inteligencia de la Cámara de Representantes

La Comisión Permanente Selecta sobre Inteligencia de la Cámara de Representantes es un comité de la Cámara de Representantes de los Estados Unidos. Está encargado de la supervisión de la Comunidad de Inteligencia de los Estados Unidos, aunque esta tarea la comparte con otros comités de la cámara como la Comisión de Servicios Armados de la Cámara de Diputados que se encarga de tareas relacionadas con el Departamento de Defensa de los Estados Unidos y de varias ramas del Ejército de Estados Unidos. 
Junto con el Comité Selecto del Senado sobre Inteligencia (sucesor del llamado Comité Church) son los comités parlamentarios permanentes que implementan el sistema de control de inteligencia americana.
Sus competencias están reguladas estatutariamente por el Acta de Inteligencia Nacional de 1980.

## Historia
Creado en 1977 su predecesor fue la Comisión Selecta sobre Inteligencia, conocido comúnmente como  Comité Pike, que investigó entre 1975 y 1977 sobre las actividades de la CIA y el FBI en casos controvertidos como el de Salvador Allende en Chile.

## Miembros
El comité está integrado por 19 miembros, 12 de la mayoría y 9 de la minoría. Los líderes parlamentarios de la mayoría y la minoría son cooptados siempre para los comités.

## Organización
El comité se divide en tres subcomités: legislación; control y evaluación; y programas y recursos.